# Иван Стринић
Иван Стринић (Сплит, 17. јул 1987) је хрватски фудбалер који је тренутно без ангажмана.

## Клупска каријера

### Младост
Стринић је јуниорску каријеру започео у Хајдуку из Сплита, где је остао све до 2006. године, када је отишао у француски Ле Ман. Након повратка у Хрватску заиграо је за Хрватски драговољац, а након тога од 2008. године поново играо за Хајдук Сплит.

### Хајдук Сплит
Потписао је уговор са Хајдуком из Сплита и први пут професионално заиграо у њему у сезони 2008/09, на утакмици против Задра, на стадиону Пољуд, где је његов тим славио резултатом 1–0. Током прве сезоне у Хајдуку играо је на 17 лигашких утакмица на позицији одбрамбеног играча.
У сезони 2009/10 играо је у првом тиму, постигао је четири гола у лигашким утакмицама, укључујући и један у вечитом дербију против Динамо Загреба, када је њевог тим славио резултатом 2–1.
У сезони 2010/11 игра је на свим утакмицама Хајдука у УЕФА лиги Европе, сезоне 2010/11., против Андерлехта, АЕК-а и Зенита Санкт Петербург.
Напустио је Хајдук у јануару 2011. године.

### Дњипро
За Дњипро потписао је 27. јануара 2011. године. Прву утакмицу одиграо је у лигашком мечу против Таврије, а утакмица је завршена резултатом 2–2. Стринић је на том мечу постигао први гол за Дњипро. У првој сезони играо је на 5 утакмица.
У сезони 2011/12 играо је на 27 утакмица, а наредне 2012/13 одиграо је 35 утакмица за Дњипро, укупно у свим такмичењима.
У децембру 2014. године напустио је клуб.

### Наполи
Стринић је у Наполи стигао 2015. године, у клубу остао до 2017. године, а одиграо је 26 утакмица.

### Милан
Са ФК Милан потписао је трогодишњи уговор 2. јула 2018. године. Почетком августа исте године, Стринићу је откривена хипертрофија срца.

## Репрезентативна каријера
Од 2002. године игра је за младе репрезентације Хрватске. Први пут за сениорску селекцију Хрватске заиграо је на позив Славена Билића, 19. маја 2010. године на пријатељском мечу против селекције Аустрије.
Био је део тима репрезентације Хрватске на Европском првенству у фудбалу 2012. године одржаном у Пољској, као и на Светском првенству у фудбалу 2018. године, одржаном у Русији.

## Статистика каријере

### Репрезентација
До 7. јула 2018
| Хрватска | Хрватска | Хрватска |
| Год      | Ута      | Гол      |
| -------- | -------- | -------- |
| 2010     | 7        | 0        |
| 2011     | 8        | 0        |
| 2012     | 10       | 0        |
| 2013     | 7        | 0        |
| 2014     | 1        | 0        |
| 2015     | 0        | 0        |
| 2016     | 6        | 0        |
| 2017     | 2        | 0        |
| 2018     | 6        | 0        |
| Укупно   | 47       | 0        |

## Трофеји
Хајдук Сплит
- Куп Хрватске (1) : 2009/10.